# Pont del Passeig
El pont del Passeig és una construcció del municipi de Terrassa (Vallès Occidental) protegida com a bé cultural d'interès local. Salva el torrent de Vallparadís i uneix el centre de la ciutat amb els barris de Vallparadís i el Cementiri Vell. Enllaça el passeig del Comte d'Ègara (del qual agafa el nom) i la plaça del Doctor Robert amb l'avinguda de Jacquard.

## Descripció
Es tracta d'un pont de sis arcs sostinguts per pilastres troncopiramidals de carreus amb cantells de pedra de fil. La línia d'imposta, situada a la part superior de les pilastres, està molt remarcada. La part del mig de l'intradós dels arcs és de totxo i els carcanyols de paredat comú, tot emmarcat en pedra de fil.

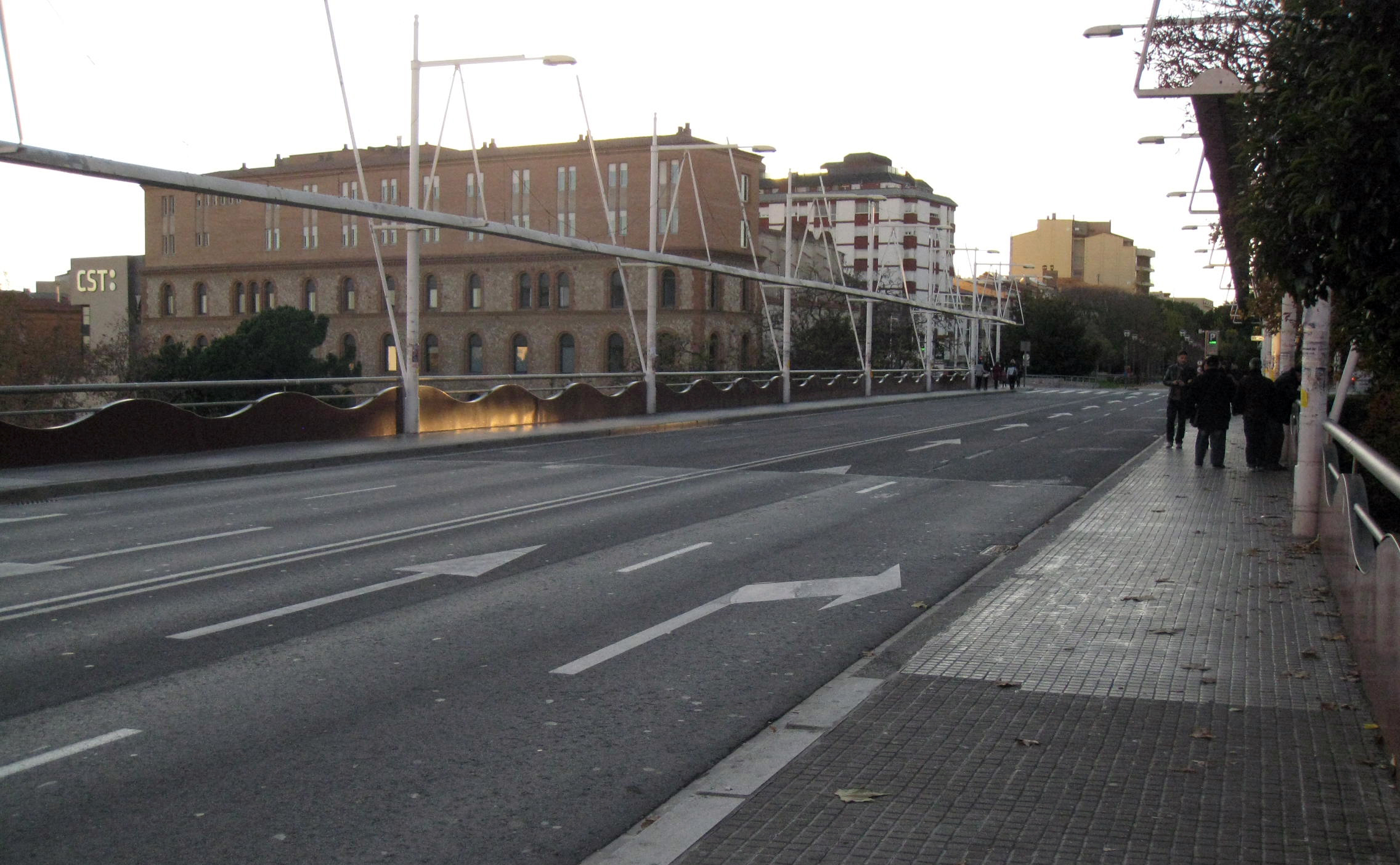
Vista de la calçada del pont

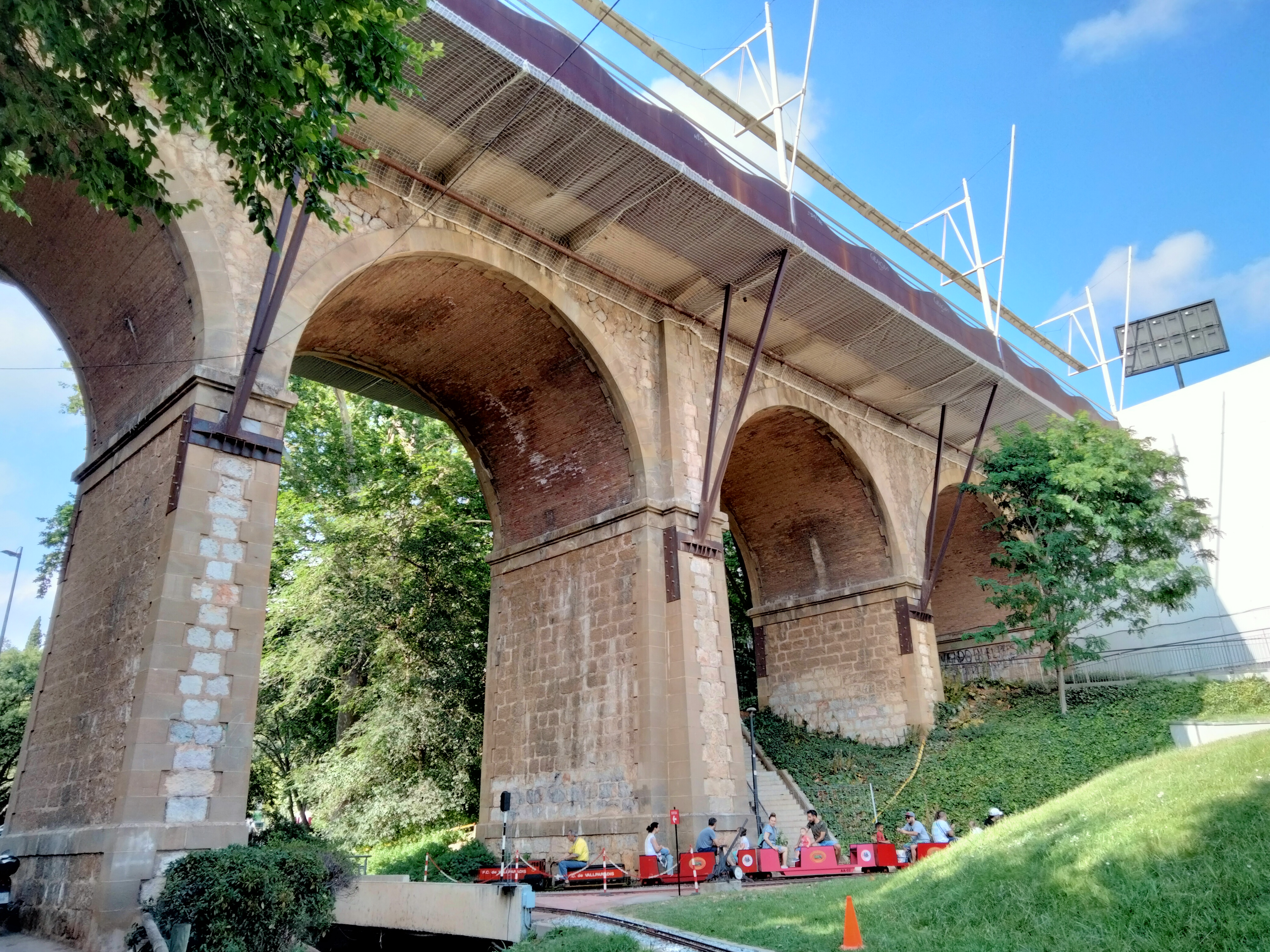
El trenet del parc de Vallparadís, sota el pont del Passeig

Té 112 metres de llarg per 16,13 metres d'alçada.
La calçada actual té quatre vies per als vehicles, dues per cada sentit de circulació, amb voreres laterals per als vianants.

## Història
El pont fou començat l'any 1895 i fou la primera intervenció que es feu del Pla de Millores Públiques aprovat per l'Ajuntament el 1890, i que tenia per finalitat el desviament de la sortida per la part nord de la ciutat, que es feia mitjançant el pont de Sant Pere, enllaçant-la amb la carretera de Sant Sadurní d'Anoia a Sentmenat, a més de la urbanització del parc de Vallparadís. Fou ampliat el 1960 i, posteriorment, el 1990.